# Kika Silva
María Francisca Silva Sánchez (Santiago, 18 de marzo de 1992), más conocida como Kika Silva, es una modelo y conductora de televisión chilena, en 2017 fue condecorada como Reina del Festival de Viña del Mar.

## Biografía
Hija de Francisca Sánchez y Daniel Silva, es la mayor de 4 hermanos. Es deportista, jugadora de hockey y atletismo, estudió en el Colegio Monte Tabor y Nazaret de Lo Barnechea, participó en el equipo de atletismo, pero una lesión en la columna cuando solo tenía 14 años la obligó a no seguir.
Luego de terminar la educación secundaria en 2010, ingresó a estudiar educación física en la Universidad Andrés Bello, estudios que interrumpió el año 2012, cuando decidió partir a México por 5 meses para incursionar en el modelaje, donde logró aparecer en la revista Vogue Latinoamérica. Ese mismo año decidió volver a Chile para encontrar alguna oportunidad en televisión. 
Comenzó en el mundo de la televisión apareciendo en una publicidad del programa Alfombra Roja Prime y como extra en una escena de la teleserie Soltera otra vez, ambos de Canal 13. Luego condujo el programa Vía de escape en la cadena Vive Deportes, y en 2014 llegó a ser panelista del programa Toc Show, donde estuvo durante un año. En 2015 emigró a Chilevisión, donde trabajó como panelista del programa de farándula SQP. Paralelamente, en el verano de 2016, participó en el programa Bailando, siendo semifinalista. En febrero de 2016 su popularidad se acrecentó cuando el cantante estadounidense Nicky Jam la subió al escenario de la Quinta Vergara durante la edición 57.ª del Festival de Viña, mientras interpretaba su hit «El perdón».
Luego de salir de SQP, el 13 de mayo de ese año es tentada en varias ocasiones por Canal 13, pero ella se toma un tiempo entre mayo y julio del 2016 viajando por distintos países.[cita requerida] El 2 de noviembre se integró como panelista del programa matinal Bienvenidos de Canal 13. En diciembre de ese año, el comentarista de televisión del diario Las Últimas Noticias Larry Moe eligió a Kika como uno de las figuras del año, junto a Stefan Kramer, Loreto Aravena y César Campos.
En febrero de 2017 fue coronada Reina del Festival Internacional de la Canción de Viña del Mar, durante la edición 58.º. La competencia fue contra la modelo española Gala Caldirola y la cantante mexicana Jass Reyes, en una estrecha votación. El tradicional «piscinazo» de la reina, que estaba programado para el sábado 25 de febrero, se suspendió por causa de problemas de seguridad debido a las manifestaciones contra la alcaldesa de Viña del Mar Virginia Reginato en las inmediaciones del Hotel O'Higgins. Reginato coronó a Silva como reina en ese mismo hotel, y también recibió un anillo de 32 diamantes y 20 esmeraldas.

## Programas de televisión

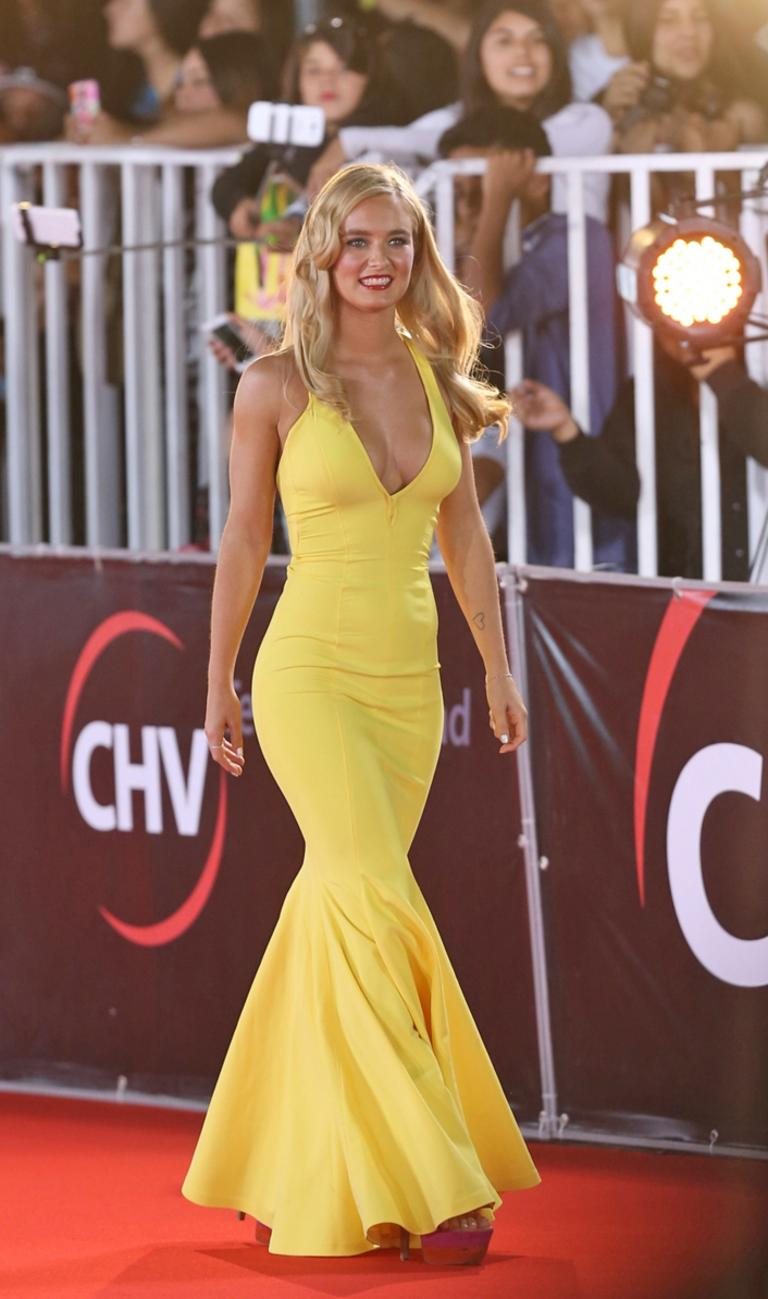
Kika Silva en 2016.

| Año       | Programa             | Rol                           | Canal         |
| --------- | -------------------- | ----------------------------- | ------------- |
| 2013      | Vía de escape        | Conductora                    | Vive Deportes |
| 2013      | Soltera otra vez     | Extra                         | Canal 13      |
| 2014      | Toc Show             | Panelista                     | UCV TV        |
| 2015-2016 | SQP                  | Panelista                     | Chilevisión   |
| 2015      | Algo personal        | Invitada                      | UCV TV        |
| 2016      | Bailando             | Semifinalista (7.ª eliminada) | Canal 13      |
| 2016      | Fiebre de Viña       | Invitada                      | Chilevisión   |
| 2016      | Bala loca            | Cameo                         | Chilevisión   |
| 2016      | Vértigo              | Invitada                      | Canal 13      |
| 2016      | Más vale tarde       | Invitada                      | Mega          |
| 2016-2018 | Bienvenidos          | Panelista                     | Canal 13      |
| 2017      | La movida            | Candidata Reina del Canal     | Canal 13      |
| 2017      | Vértigo              | Invitada                      | Canal 13      |
| 2018      | Fiebre de Viña       | Panelista                     | Chilevisión   |
| 2018      | Mucho gusto          | Invitada                      | Mega          |
| 2018      | La noche es nuestra  | Invitada                      | Chilevisión   |
| 2018      | Morandé con compañía | Invitada                      | Mega          |
| 2018      | Proyecto Arca        | Conductora                    | Canal 13      |
| 2018      | La divina comida     | Invitada                      | Chilevisión   |
| 2018      | Vértigo              | Invitada                      | Canal 13      |
| 2019      | Pasapalabra          | Invitada                      | Chilevisión   |
| 2019      | Invencibles          | Conductora                    | Chilevisión   |
| 2020      | Desafío millonario   | Conductora                    | Mega          |

## Campañas publicitarias
- 2013, Alfombra Roja Prime
- 2014, Toddy
- 2015, Viste La Calle
- 2016, Revista Viernes La Segunda
- 2016, Revista SML
- 2017, Falabella #EsdeBotas
- 2017, Revista Cosas
- 2017, Falabella
- 2017,  BigTime #SevenKisses junto a Simón Pesutic, Pamela Díaz, Raquel Calderón, Fernando Godoy, Augusto Schuster y Javiera Díaz de Valdés
- 2018, Falabella
- 2018, Revista Cosas junto a Augusto Schuster
- 2019, 7 Up